# Aspergillus aculeatus
Aspergillus aculeatus är en svampart som beskrevs av Iizuka 1953. Aspergillus aculeatus ingår i släktet Aspergillus och familjen Trichocomaceae.   Inga underarter finns listade i Catalogue of Life.